# Joseph Louis Laval
 (juillet 2017).
Joseph Louis Laval dit Jiel-Laval est un coureur cycliste né à Saint-Junien (Haute-Vienne) le 26 novembre 1855 et mort le 26 février 1917 à Bordeaux, qui a battu des records en tricycle[Quand ?][Où ?][Lesquels ?] et participé à des épreuves à long cours. 

## Carrière
Jiel Laval découvre le vélo à Angers où sa famille s'installe à son adolescence. Il dispute ses premières courses en 1876 au sein du Véloce-Club d'Angers. L'année suivante, il s'installe définitivement à Bordeaux comme commerçant. 
Il finit second (en 80 heures et 4 minutes) du premier Paris-Brest-Paris (1200 km), les 13 et 14 septembre 1891, derrière Charles Terront (en 71 heures et 37 minutes),, et premier français de la première édition de Bordeaux-Paris la même année.

## Notes et références

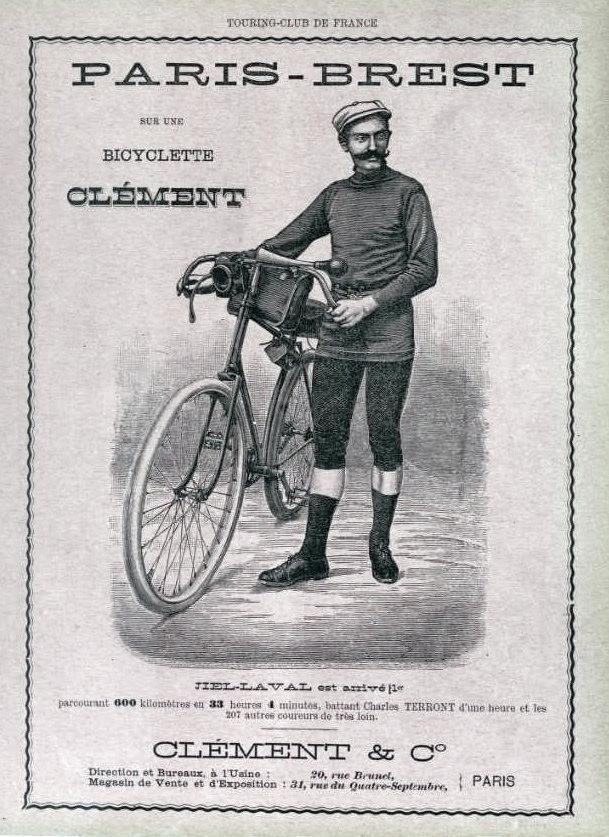
Jiel-Laval en 1891.